# 100% Hell
100% Hell är ett musikalbum inspelat av det italienska metal-bandet Necrodeath år 2006.

## Låtlista
1. "February 5th, 1984" – 0:58
2. "Forever Slaves" – 3:22
3. "War Paint" – 4:36
4. "Master of Morphine" – 4:20
5. "The Wave" – 3:52
6. "Theoretical and Artificial" – 3:25
7. "Identity Crisis" – 4:28
8. "Beautiful-Brutal World" – 3:15
9. "Hyperbole" – 0:55
10. "100% Hell" – 9:38

## Medverkande
Necrodeath
- Flegias (Alberto Gaggiotti) – sång
- Andy – gitarr
- John (Davide Queirolo) – basgitarr
- Peso (Marco Pesenti) – trummor

Bidragande musiker
- Cronos (Conrad Thomas Lant) – sång
- Sonya Scarlet (Sonia Siccardi) – sång
- Federica Badalini – fiol, keyboard
- Bea Drovandi – sång

Produktion
- Giuseppe Orlando – ljudtekniker
- Max Pagliuso – ljudtekniker
- Flegias – omslagskonst
- Michael Chad Ward – omslagskonst
- Antonio Mantovan – foto
- Elisa "First Lady" – foto